# 메흐메트 셰후
메흐메트 이스마일 셰후(알바니아어: Mehmet Ismail Shehu, 1913년 1월 10일 ~ 1981년 12월 18일)는 1954년부터 1981년까지 알바니아 사회주의 인민공화국의 총리를 역임한 알바니아의 공산주의 정치인이다. 그는 엔베르 호자의 측근으로 알려져 있으며 정부 내 다양한 고위직을 역임했다.
셰후는 1946년부터 1948년까지 알바니아 인민군 총참모장을 역임했으며, 이후 1948년부터 1954년까지 내무부 장관을 역임했다. 그 후 1954년부터 1981년까지 내각위원회 위원장(총리)을 역임했으며 1974년부터 1980년까지 인민방위부 장관을 역임했다. 셰후는 종종 엔베르 호자의 오른팔로 여겨졌으며, 그 기간 동안 알바니아의 정치 리더십에서 중심적인 역할을 담당했다.
1938년 스페인에서 국제여단에 입대하여 이탈리아 가리발디 여단 제4대대 장교로 참전했다. 스페인 공산당 소속이었던 그는 프란시스코 프랑코가 승리한 후 프랑스로 이주하여 1939년부터 1942년까지 프랑스에서 인턴으로 근무했다. 그는 비시 정부에 의해 티라나로 보낸 파시스트들에게 넘겨졌다. 그는 호위대를 떠나 후작과 알바니아 공산당에 합류했다. 1943년부터 민족해방군 제1여단 사령관이었던 메흐메트 셰후는 1944년 1월 1일 그욤 전투, 9월 10일 테펠레너 해방, 11월 8일 티라나 해방에 참전했다.
공산주의 당파의 리더십이 없었다면 마르크스-레닌주의 대의를 위해 알바니아를 승리하기 위한 전투에서 실패했을지도 모르는 군사 전술가로서 셰후는 이념적 이해와 직업 윤리를 보여주었고, 그 결과 공산당에서 빠르게 승진할 수 있었다고 한다.
메흐메트 셰후는 제2차 세계 대전이 끝날 때부터 엔베르 호자와 권력을 공유했다. 알바니아 정부의 공식 소식통에 따르면 그는 1981년 12월 18일, 스스로 목숨을 끊었고, 그 후 그의 가족은 체포되었다. 그러나 셰후가 실제로 호자의 명령에 따라 살해되었다는 소문은 여전히 남아 있다.

## 군사 경력
1944년 11월, 알바니아가 나치 독일의 점령에서 해방된 후 셰후는 참모차장이 되었고 모스크바에서 공부한 후 참모차장이 되었다. 나중에 그는 중장 겸 장군이기도 했다.
1948년 셰후는 "알바니아를 소련으로부터 분리하고 베오그라드의 영향력 아래 이끌려 했던" 요소를 당에서 "탈퇴"했다. 이로 인해 그는 엔베르 호자와 가장 가까운 사람이 되었고 고위직을 맡게 되었다. 코시 조제가 숙청된 후 그는 내무부를 장악했다. 그러나 그는 여전히 호자의 그늘에 머물러 있었다.
1948년부터 알바니아 노동당 중앙위원회와 정치국 위원을 지냈고, 1948년부터 1953년까지 중앙위원회 서기를 역임했다. 그는 6월 24일 엔베르 호자가 총리직을 유지하면서 국방부 장관과 외교부 장관직을 포기하면서 후자의 자리를 잃었다. 호자는 아마도 그에게 너무 많은 권력을 넘겨주고 싶지 않았을 것이다. 1948년부터 1954년까지 부총리(장관 회의 부의장)와 내무부 장관을 역임했다. 후자의 직책은 그를 비밀 경찰인 시구리미의 사령관으로 임명했다. 1954년, 그는 호자의 뒤를 이어 총리가 되었다. 1974년부터 1947년까지 인민 국방부 장관을 역임했고, 사망할 때까지 인민의회 의원을 역임했다.

## 사망
1981년 12월 17일, 그는 침대에 누워 선글라스, 셔츠, 잠옷을 입고 가슴에 총알에 상처를 입은 채 침실에서 숨진 채 발견되었다. 라디오 티라나의 공식 발표에 따르면 그는 신경 쇠약으로 스스로 목숨을 끊었다. 그의 개인 경호원을 포함한 많은 동시대 인물들은 그가 살해당했다고 반복해서 주장했다. 정권 붕괴 이후 이 문제에 대한 공식적인 조사는 이루어지지 않았다.
그가 사망한 후 셰후는 유고슬라비아를 위한 스파이 혐의로 기소되었을 뿐만 아니라 CIA와 KGB를 위한 스파이 혐의로 기소되었다. 이 혐의는 당시 아르헨티나 주재 대사였던 피로 안도니가 입수한 CIA 문서에 의해 입증되었으며, 이 문서에는 메흐메트 셰후가 엔베르 호자를 암살하고 알바니아 노동당을 장악하여 알바니아를 서방에 개방하려는 음모의 개요가 담겨 있었다. 호자의 저서 《티토주의》 (1982년)에는 셰후의 비난을 다룬 여러 장이 있다. 1982년 노동당은 공식 역사 제2판을 발행하여 셰후에 대한 모든 언급을 삭제했다.